# Joe Herrera (Schauspieler)
Jose „Joe“ Rafael Herrera (* 27. September 1973 in New York City, New York) ist ein puerto-ricanisch-US-amerikanischer Theater- und Filmschauspieler.

## Leben
Herrera wurde am 27. September 1973 in New York City als Sohn puerto-ricanischer Eltern geboren. Er spricht fließend Englisch und Spanisch. Von 1991 bis 1994 erlangte er seinen Bachelor of Arts in Schauspiel am Brooklyn College. Er besuchte die Regent University, die er mit einem Master of Art in Theater abschloss. Seit dem 22. Februar 2003 ist er mit Vanessa J. Herrera verheiratet. Er ist Vater von sechs Kindern.
Als Filmschauspieler debütierte er bereits als Teenager 1987 in Don’t Panic. Es folgten Episodenrollen in America’s Most Wanted und Law & Order im Jahr 1991. 1993 spielte er in insgesamt vier Episoden der Fernsehserie Ghostwriter die Rolle des Quincy Torres. 1994 spielte er im Film The Girl in the Watermelon die Rolle des Coco und drei Jahre später im Fernsehfilm It Just Takes One einen Schuldirektor. 1998 folgte die Nebenrolle des Dennis in Psycho Sisters, ehe er erst ab 2013 wieder in Filmproduktionen, fast ausschließlich Kurzfilme, mitspielte. 2020 stellte er die Rolle des Detektives Emilio Sanchez im Film Inheritance – Ein dunkles Vermächtnis dar. Für die deutschsprachige Filmfassung lieh ihm Patrick Schröder die Stimme. 2021 stellte er im Tierhorrorfilm Megaboa – 20 Meter, die fressen wollen die Rolle des ortskundigen Joaquin dar, der benötigt wird, um das Leben des von Eric Roberts verkörperten Charakters zu retten.

## Filmografie (Auswahl)
- 1987: Don’t Panic
- 1991: America’s Most Wanted (Fernsehdokuserie, Episode 4x29)
- 1991: Law & Order (Fernsehserie, Episode 2x10)
- 1993: Ghostwriter (Fernsehserie, 4 Episoden)
- 1994: The Girl in the Watermelon
- 1997: It Just Takes One (Fernsehfilm)
- 1998: Psycho Sisters
- 2013: Dreamgirl (Kurzfilm)
- 2013: Deadline (Kurzfilm)
- 2014: A Deal with Dove (Kurzfilm)
- 2014: The Decision (Kurzfilm)
- 2015: Get Bent (Kurzfilm)
- 2015: Revolving Child (Kurzfilm)
- 2015: Forget About the World (Kurzfilm)
- 2016: SideKicked
- 2016: A Christian Carol
- 2016: Neck for Neck (Kurzfilm)
- 2017: Let There Be Light
- 2019: The God Cafe
- 2020: Inheritance – Ein dunkles Vermächtnis (Inheritance)
- 2020: The Family Business (Fernsehserie, Episode 2x03)
- 2021: Megaboa – 20 Meter, die fressen wollen (Megaboa)
- 2022: Resident Managers (Fernsehserie, Episode 1x06)
- 2022: Atlanta Medical (Fernsehserie, Episode 5x22)

## Theater (Auswahl)
- Ferdinand the Bull: The Musical, Cynthia Thole/TheatreWorks USA
- The Hating Pot, Brooklyn Academy of Music
- Heart od the Earth: A Popol Vuh Story Hunahpu, INTAR Theatre/Joseph Papp Public Theatre/Lincoln Center Theatre Institut
- The Resting Place, Tupu Kweli Theatre Company
- The Water Engine, New Workshop Theatre
- Navity on the Square, The Vine Theatre Company
- Arabian Nights: A Tale of Two Genies, Arabian Nights Dinner Theatre